# El jardín de Alá (canción)
El jardín de Alá es una canción interpretada por el cantante Georgie Dann, publicada en 1980 por el sello CBS / Columbia. Se trata de una adaptación del tema alemán Hadschi Halef Omar, del grupo Dschinghis Khan.

## Contexto
La canción fue parte de la llamada «canción del verano», categoría en la que Georgie Dann se consolidó a fines de los 70 y principios de los 80, junto a otros éxitos como «Moscú» y «Koumbó».

## Lanzamiento
El sencillo fue publicado en 1980 en formato vinilo de 7" (45 RPM) por CBS / Columbia, tanto en España como en varios países latinoamericanos, incluidos Argentina, Perú y Ecuador.

## Letra de "El Jardín de Alá"
"El Jardín de Alá" es una canción interpretada por Georgie Dann, lanzada en 1980 como sencillo por el sello CBS/Columbia. Es una adaptación en español de la canción "Hadschi Halef Omar" del grupo alemán Dschinghis Khan, con letra escrita por Luis Gómez Escolar. La canción narra una historia humorística y alegórica sobre Juan Adán, quien en un jardín mítico en el ficticio "Karakistán" es tentado por una fruta parlante que promete hacerlo "mejor que Alá". La letra, con un tono festivo y satírico, refleja el estilo bailable y veraniego característico de Georgie Dann.«Letra de El Jardín de Alá - Georgie Dann». Musica.com. Consultado el 14 de agosto de 2025.

## Composición y adaptación
La melodía mantiene la base rítmica disco‑pop del tema original de Dschinghis Khan; sin embargo, la letra fue completamente reescrita en español por Georgie Dann, con un tono humorístico y referencias simbólicas que evocan un jardín exótico y alegorías religiosas en clave festiva.

## Recepción
El tema se grabó en distintas versiones y se difundió ampliamente en televisión y conciertos. Su popularidad en España y América Latina lo consolidó como una pieza emblemática del repertorio veraniego del artista.